# Erigone arcticola
Erigone arcticola är en spindelart som beskrevs av Chamberlin och Ivie 1947. Erigone arcticola ingår i släktet Erigone och familjen täckvävarspindlar. Inga underarter finns listade i Catalogue of Life.